# Wilhelmina Koch
Wilhelmina (genannt Mina oder Minna) Amalie Koch (geborene Schapper; * 22. Februar 1845 in Waldböckelheim an der Nahe; † 6. März 1924 in Stolp, Pommern) war Komponistin geistlicher und weltlicher Liedmelodien, biblischer Motetten sowie Chor- und Instrumentalmusiken. Bekannt ist ihre Melodie zu Adolf Krummachers Gedicht Stern, auf den ich schaue (EG Nr. 407). Sie ist eine der nur vier Frauen, deren Melodie-Kompositionen im Stammteil des Evangelischen Gesangbuchs (EG) 1993 aufgenommen worden sind. Die anderen drei Frauen sind Frieda Fronmüller (EG Nr. 510), Doreen Potter (EG Nr. 229) und Tera de Marez Oyens (EG Nr. 427).

## Leben und Leistungen
Mina Koch wurde als zweites Kind des Waldböckelheimer Pfarrers Karl August Schapper (1815–1898) geboren. Im Geschwisterkreis von sechs Kindern verlebte sie ihre Kindheit in Münster am Stein bei Bad Kreuznach, in Klein Rechtenbach bei Wetzlar und in Koblenz. Als sie elf Jahre alt war, starb ihre Mutter Amalie Schapper geb. Weinrich (1816–1856).
Ihr Vater wurde im Jahr 1860 als Professor und Direktor des Königlichen Predigerseminars sowie Superintendent nach Wittenberg berufen. Die Familie bezog dort das große Pfarrhaus am Kirchplatz, in dem schon Johann Bugenhagen gelebt hatte und in dem Martin Luther und Philipp Melanchthon ein- und ausgegangen waren. Mina Koch verbrachte die ersten Jahre in einem Töchterpensionat in Droyßig bei Zeitz, wo sie auch die Konfirmation feierte. Großen Einfluss übte auf sie der Wittenberger Musikdirektor und Stadtkirchenorganist Carl Stein (1824–1902) aus, bei dem sie Musikunterricht und Harmonielehre hatte.
Am 27. April 1865 wurde sie in der Wittenberger Stadtkirche von ihrem Vater mit dem Pfarrer August Koch (1836–1910) getraut. Mina Koch wurde Mutter von zehn Kindern, von denen zwei bereits in frühen Jahren verstarben.
1876 zog die Familie nach Elberfeld im Bergischen Land, wo August Koch eine Pfarrstelle der lutherischen Gemeinde übernahm und später das Superintendentenamt bekleidete. Hier stand die Familie in enger Verbindung zur Gemeinschaftsbewegung. Anlässlich eines Besuches im Jahre 1887 bei ihrem Bruder Karl, der Pfarrer in Groß Möringen bei Stendal und mit der Tochter Johanna des Hofpredigers und Gemeindepfarrers Adolf Krummacher (1824–1884) verheiratet war, lernte sie dessen Gedicht Stern, auf den ich schaue kennen, das sie sehr verinnerlichte und zu dem sie die populäre Melodie komponierte.
Im Alter von 50 Jahren erblindete Mina Koch.
Nach der Pensionierung im Jahre 1906 zog das Ehepaar Koch nach Wernigerode am Harz. Hier starb der Mann im Jahre 1910. Im Alter von 78 Jahren zog Mina Koch zu ihrer jüngsten Tochter nach Stolp in Pommern. Ein Jahr später verstarb sie und wurde am 12. März 1924 in Wernigerode an der Seite ihres Mannes beerdigt – auf eben dem Friedhof, auf dem sich auch das Grab von Adolf Krummacher befand.